# Investering Danmark
Investering Danmark er en dansk brancheforening for udbydere af investeringsfonde og kapitalforvaltning.
Investering Danmark er en del af organisationen Finans Danmark. Medlemmerne af Investering Danmark forvaltede i 2024 aktiver for 3.655 mia. kr. Heraf udgjorde aktier godt en tredjedel eller i alt 1.322 mia. kr.

## Historie
Organisationen blev oprindelig stiftet i 1984 under navnet "Danske Investeringsforeningers Fællesrepræsentation". I 1997 skiftede den navn til "InvesteringsForeningsRådet" og i april 2014 til "Investeringsfondsbranchen". I 2017 indgik foreningen som en del af Finans Danmark og skiftede i den forbindelse atter navn til det nuværende Investering Danmark.

## Medlemmer
Investering Danmark skelner mellem tre forskellige typer medlemmer af organisationen:
- Ordinære medlemmer: Danske investeringsforvaltningsselskaber/investeringsforvaltere, som varetager administrationen af investeringsforeninger. Investeringsforeninger kan også selvstændigt blive medlemmer
- Associerede medlemmer: Udenlandske investeringsfonde og -selskaber, som har Finanstilsynets tilladelse til grænseoverskridende salg i Danmark
- Interessentmedlemmer, der f.eks. kan være revisorer, advokater og andre med kendskab til branchen

Investering Danmark offentliggør navnene på sine medlemmer på sin hjemmeside. I maj 2024 havde organisationen 13 almindelige medlemmer (heriblandt Danske Invest, Jyske Invest og Bankinvest), to associerede medlemmer (Lannebo Fonder og Skagen Fondene) og seks interessentmedlemmer (heriblandt PwC og NASDAQ QMX, Københavns Fondsbørs).

## Ledelse
I maj 2024 tiltrådte Brian Stougaard Jensen fra Nordea Asset Management som formand for organisationen.